# 887
| [ Edytuj tabelę ]          |                                                                                                   |
| Król Anglii                | - 871 Alfred Wielki 899                                                                           |
| Hrabia Aragonii            | - 867 Aznar II Galíndez 893                                                                       |
| Król Armenii               | - 884 Aszot I 890                                                                                 |
| Hrabia Barcelony           | - 878 Wilfred Włochaty 897                                                                        |
| Książę Burgundii           | - 880 Ryszard I Prawodawca 921                                                                    |
| Cesarz Bizancjum           | - 886 Leon VI Filozof 912 - 886 Aleksander 913                                                    |
| Chan Bułgarii              | - 852 Borys I Michał 889                                                                          |
| Cesarz Chin                | - 873 Tang Xizong 888                                                                             |
| Książę Czech               | - 870 Borzywoj I 889                                                                              |
| Władca Egiptu              | - 884 Chumarawajh 896                                                                             |
| Król Franków wschodnich    | - 881 Karol Otyły 887 - 887 Arnulf z Karyntii 899                                                 |
| Król Franków zachodnich    | - 884 Karol Otyły 887                                                                             |
| Cesarz Japonii             | - 884 Kōkō 887 - 887 Uda 897                                                                      |
| Kalif                      | - 870 Al-Mu’tamid 892                                                                             |
| Król Khmerów               | - 877 Indrawarman I 889                                                                           |
| Wielki książę Kijowa       | - 882 Oleg Mądry 912                                                                              |
| Patriarcha Konstantynopola | - 886 Stefan I 893                                                                                |
| Król Leónu                 | - 866 Alfons III Wielki 910                                                                       |
| Król Mercji                | - 879 Aethelred 911                                                                               |
| Król Nawarry               | - 880 Fortún Garcés 905                                                                           |
| Król Norwegii              | - 872 Harald Pięknowłosy 930                                                                      |
| Papież                     | - 885 Stefan V (VI) 891                                                                           |
| Cesarz rzymski             | - 881 Karol Otyły 888                                                                             |
| Książę Saksonii            | - 880 Otto Dostojny 912                                                                           |
| Król Szkocji               | - 878 Eochaid 889 - 878 Giric 889                                                                 |
| Doża Wenecji               | - 881 Giovanni II Partecipazio 887 - 887 Pietro I Candiano 887 - 887 Giovanni II Partecipazio 888 |
| Książę wielkomorawski      | - 871 Świętopełk I 894                                                                            |

Rok 887 / DCCCLXXXVII
stulecia: VIII wiek ~
IX wiek ~
X wiek

lata: 877 «
882 «
883 «
884 «
885 «
886 «
887
» 888
» 889
» 890
» 891
» 892
» 897

## Wydarzenia
- 11 listopada – możni wschodniofrankońscy zmusili Karola Grubego do abdykacji i wybrali na króla Arnulfa z Karyntii.
- 5 grudnia – Uda został cesarzem Japonii.

## Zmarli
- Yantou Quanhuo – chiński mistrz chan (ur. 828)